# Tragia catamarcensis
Tragia catamarcensis är en törelväxtart som beskrevs av Ferdinand Albin Pax och Käthe Hoffmann. Tragia catamarcensis ingår i släktet Tragia och familjen törelväxter. Inga underarter finns listade i Catalogue of Life.